# Union (Iowa)
Union és una població dels Estats Units a l'estat d'Iowa. Segons el cens del 2000 tenia 427 habitants.

## Demografia
Segons el cens del 2000, Union tenia 427 habitants, 183 habitatges, i 124 famílies. La densitat de població era de 299,8 habitants/km².
Dels 183 habitatges en un 27,3% hi vivien nens de menys de 18 anys, en un 59% hi vivien parelles casades, en un 4,9% dones solteres, i en un 32,2% no eren unitats familiars. En el 29,5% dels habitatges hi vivien persones soles el 19,1% de les quals corresponia a persones de 65 anys o més que vivien soles. El nombre mitjà de persones vivint en cada habitatge era de 2,33 i el nombre mitjà de persones que vivien en cada família era de 2,87.
Per edats la població es repartia de la següent manera: un 24,1% tenia menys de 18 anys, un 7,5% entre 18 i 24, un 23,7% entre 25 i 44, un 23,4% de 45 a 60 i un 21,3% 65 anys o més.
L'edat mediana era de 41 anys. Per cada 100 dones de 18 o més anys hi havia 90,6 homes.
La renda mediana per habitatge era de 34.792 $ i la renda mediana per família de 39.792 $. Els homes tenien una renda mediana de 25.417 $ mentre que les dones 20.000 $. La renda per capita de la població era de 16.370 $. Entorn del 8,8% de les famílies i el 12% de la població estaven per davall del llindar de pobresa.

## Poblacions més properes
El següent diagrama mostra les poblacions més properes.